# Török Légierő
A Török Légierő (törökül: Türk Hava Kuvvetleri) Törökország haderejének része. Az Ottomán Birodalom idejében hozták létre 1911 júniusban. A Török Légierőnek 60 000 fős hadserege van és körülbelül 736 repülőgéppel végzi hadászati műveleteit a Flightglobal.com és a Nemzetközi Stratégiai Intézet tanulmánya szerint. Az Amerikai Egyesült Államok Légiereje és a Brit Királyi Légierő után a harmadik legnagyobb méretű (?) a légierő flottáját tekintve a Török Légierő.

## Története
Törökország nem lépett be a második világháborúba a szövetségesek oldalán 1945 februárjáig. A Török Hadsereg teljes riadóban, teljesen felkészülve követte a hadmozdulatokat a szomszédos Bulgária és tengelyhatalmak lépéseit. Egy éven belül, Törökország határait körbevették a német erők északnyugatról és nyugatról, az olaszok délnyugatról. A Török Légierő napi előzetes terepbejárást tett Bulgária és Görögország, a görög-szigetek felett, az Égei-tengeren és Dodekanészoszon, amelyik Olaszországhoz tartozott, monitorozta a tengelyhatalmak pozícióját. Nyugat-Törökországban a nagy városok elsötétültek, a légvédelmi ágyúkat és a keresőfényeket felvonultatták a valószínűsíthető ellenséges repülők elleni védelemhez. A Török Kormányzati Kincstár majdnem összes pénzét a különféle fegyverek vásárlásába fektette, így a Török Légierőhöz is sok repülőgépet szállítottak.
A pilóták képzését a Hava Makinist Okulu iskola végezte, amit újra szervezett a Hava Uçak Bakım Okulu 1950. január 2.-án, hogy a képzések felelősségét egyesítse. 1950-ben felfejlesztették a Török Légierőt. Nyolc pilótát az Amerikai Egyesült Államokba küldtek légi pilóta kiképzésre, 1951-ben végeztek és szolgálatukat elkezdték a Török Légierőnél. Ugyanabban az évben a 9. szárnyat létrehozták Balıkesirben, mint Törökország első harci szárnyát. A 191-edik és a 192-dik, 193-ik repülőszázad lettek az első hajórajok, amiket létrehoztak.
1951. október 1.-én létrehoztak egy légi pilóta kiképző központot Eskişehirben.
1956-ban megalapították a Hava Eğitim Kolordu Komutanlığı központot, amit 1957-ben átneveztek Hava Eğitim Komutanlığı névre.
1962-ben a Taktik Hava Kuvveti központot is megalapították.
Ankarában található a Török Légierő múzeuma is.

## Szervezete, Fegyverzete

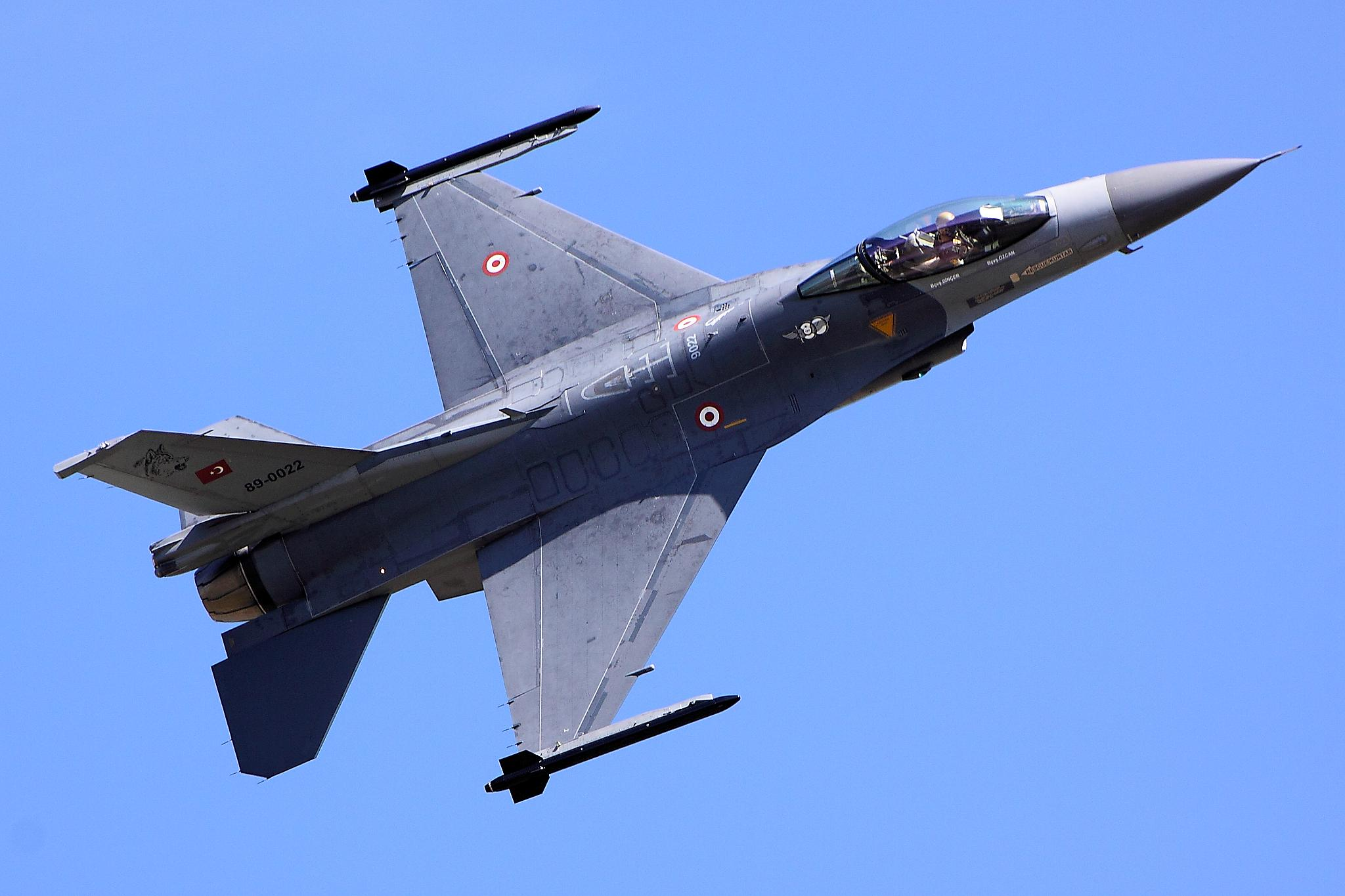
Török F–16C vadászgép 2011-ben

- Főhadiszállás Ankara

A jelenlegi főparancsnoka, valamint parancsnoka Abidin Ünal és Hulusi Akar.
- 1st Taktikai Légierő csapat, Eskişehir
  -     - F–4E/2020 Terminator, F–4E/TM Phantom II, RF–4E/TM Phantom II
    - CN–235M–100, Eurocopter AS532 Cougar Mk.1

  - 3rd Main Jet Base Group Command, Konya
    - F-16C/D Fighting Falcon, F–4E 2020 Terminator, F–5 Freedom Fighter A/B 2000
    - B–737–700 AEW&C MESA, AS532 Cougar Mk.1

  - 4th Main Jet Base Group Command, Akıncı, Ankara
    - F–16C/D Fighting Falcon

  - 6th Main Jet Base Group Command, Bandırma
    - F–16C/D Fighting Falcon, AS532 Cougar Mk.1

  - 9th Main Jet Base Group Command, Balıkesir
    - F–16C/D Fighting Falcon, AS532 Cougar Mk.1

  - 15th Missile Base Group Command, Isztambul
  - Other Air Bases, Akhisar, Dalaman, Afyon, Çorlu
- 2nd Tactical Air Force Commands, Diyarbakır
  - 5th Main Jet Base Group Command, Merzifon, Amasya
    - F–16C/D Fighting Falcon, AS532 Cougar Mk.1

  - 7th Main Jet Base Group Command, Erhaç, Malatya
    - F–4E 2020 Terminator, F–4E Phantom II, AS532 Cougar Mk.1

  - 8th Main Jet Base Group Command, Diyarbakır
    - F–16C/D Fighting Falcon
    - CN–235M–100, AS–532 Cougar Mk.1

  - Pilóta Nélküli Légi Eszközök Földi Parancsnoksága, Batman
    - Anka
    - Heron
    - Harpy
    - I-GNAT ER

  - 10th Légi Utántöltö Gépek Földi Parancsnoksága, Adana
    - KC–135R Stratotanker

  - Egyéb Légibázisok, Batman, Muş, Ağrı, Sivas, Erzurum
- Air Force Staff Division Command
  - 11th Air Transportation Main Base Command, Etimesgut, Ankara
    - CASA CN–235, Cessna Citation VII, Cessna Citation II (CE–550), Gulfstream IV–SP
    - 3 CASA CN–235 (T) ambulance aircraft

  - 12th Air Transportation Main Base Command, Erkilet, Kayseri
    - C–130 Hercules, Transall C–160, CASA CN–235 (T)
- Air Training Command, Gaziemir, İzmir
  - 2nd Main Jet Base Group Command, Çiğli, İzmir
    - T–38A Talon (Tekamül Eğitim Filosu)
    - KT-1, T-37B/C Tweet (Temel Eğitim Filosu-T-37B/C), SF-260D (Başlangıç Eğitim Filosu)
    - CN–235M–100 & UH–1H Iroquois

  - Air Force Academy Command
  - Air Corps Schools and Technical Training Center Command
  - Air Language School and Airmen Training Brigade Command, Gaziemir, İzmir
- Air Logistics Command Etimesgut, Ankara
  - 1st Air Supply and Maintenance Center Command, Eskişehir
  - 2nd Air Supply and Maintenance Center Command, Kayseri
  - 3rd Air Supply and Maintenance Center Command, Ankara
  - Air Museum Command, İstanbul